# Maik Galakos
Ilias "Maik" Galakos (23 de novembro de 1951) é um ex-futebolista profissional grego que atuava como meia.

## Carreira
Maik Galakos defendeu a Seleção Grega de Futebol, na histórica presença na Euro 1980.

## Ligações Externas
- Perfil em Fifa.com (em inglês)